# Reed Sheppard

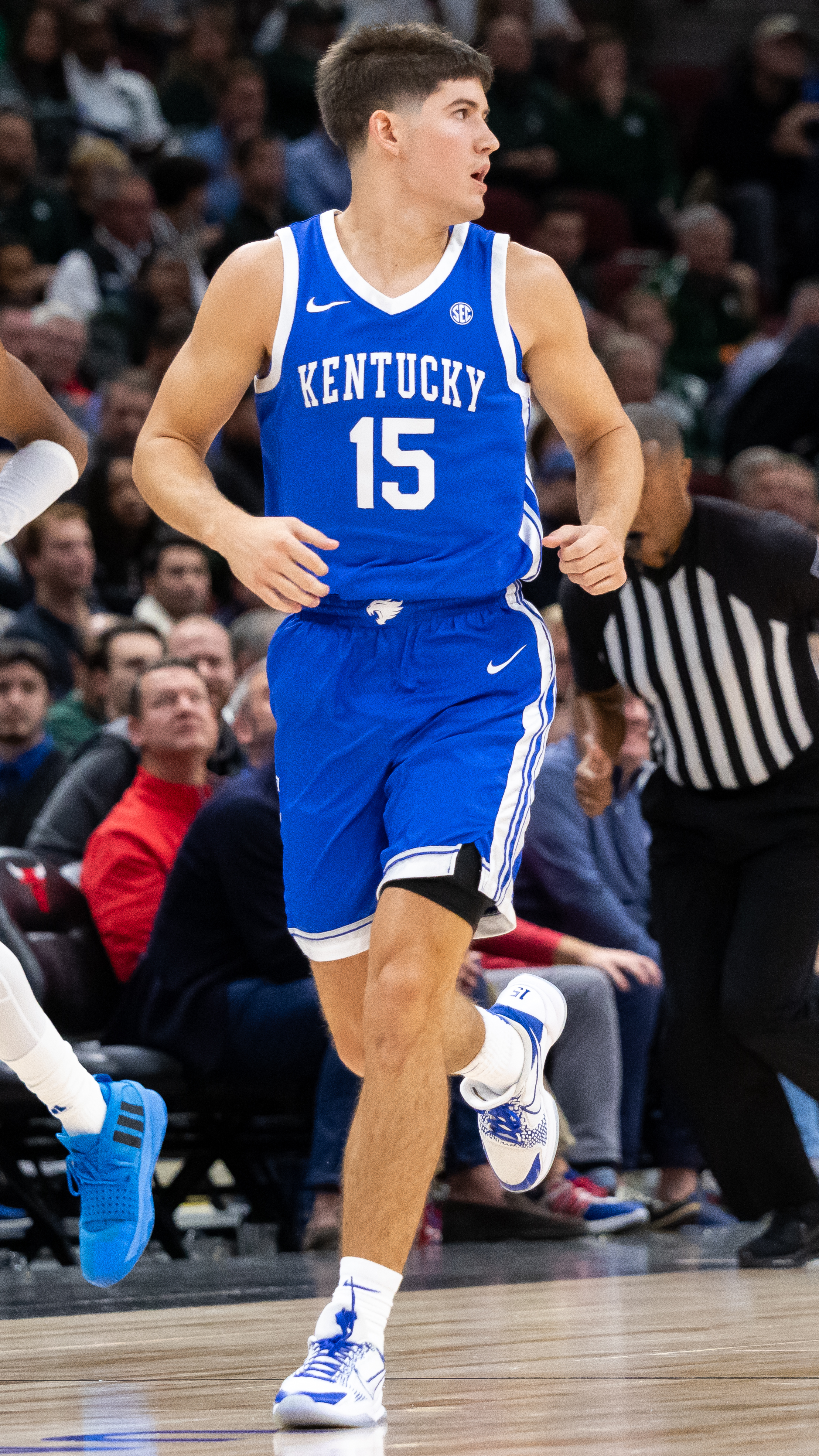
Reed Sheppard, 2023.

Isaiah Reed Sheppard, född 24 juni 2004 i London i Kentucky, är en amerikansk professionell basketspelare (SG/PG) som spelar för Houston Rockets i National Basketball Association (NBA).
Han draftades av Houston Rockets i första rundan i 2024 års draft som tredje spelare totalt.
Innan Sheppard blev proffs studerade han vid University of Kentucky och spelade för deras idrottsförening Kentucky Wildcats.
Han är son till Jeff Sheppard.